# S-IV (estágio de foguete)

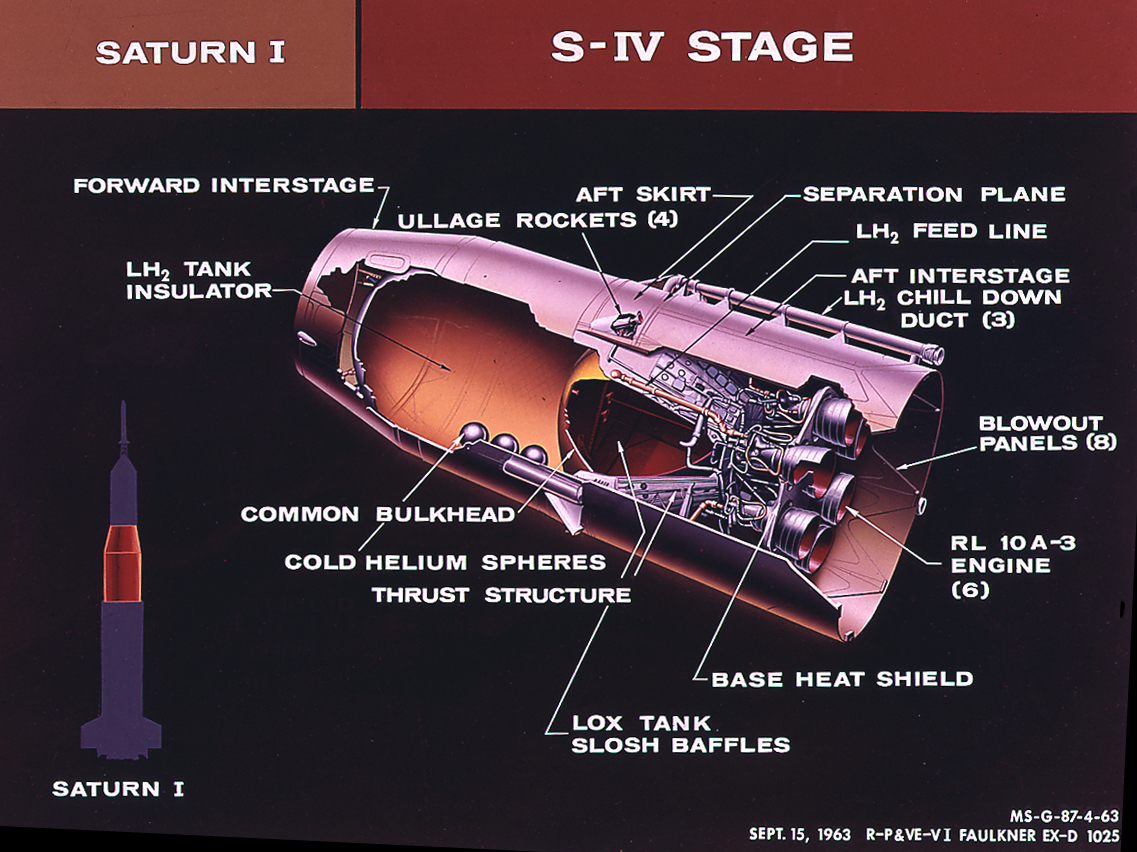
Visão esquemática do S-IV.

O S-IV, foi um estágio de foguete movido a combustíveis líquidos,
destinado ao foguete Saturno I, usado pela NASA nos primeiros voos de teste do Projeto Apollo.
O S-IV foi produzido pela Douglas Aircraft Company, e mais tarde modificado para o S-IVB, 
para ser usado nos foguetes: Saturno IB e Saturno V. 